# Cântecul Bernadettei (film)
Cântecul Bernadettei (în engleză The Song of Bernadette) este un film american din 1943, adaptarea cinematografică a unui roman de Franz Werfel. Actrița Jennifer Jones a fost distinsă pentru interpretarea rolului Bernadettei Soubirous cu Premiul Oscar pentru cea mai bună actriță (1944). Filmul a primit de asemenea Premiul Oscar pentru cea mai bună imagine, Premiul Oscar pentru cele mai bune decoruri și Premiul Oscar pentru cea mai bună coloană sonoră.

## Rezumat
În anul 1858 tânăra Bernadette Soubirous, în vârstă de 14 ani, trăiește cu familia ei în condiții de sărăcie la Lourdes în Franța. Ea suferă de astm și are dificultăți școlare, motiv pentru care este luată în derâdere de dascăl. Într-o după-amiază Bernadette o așteaptă pe sora ei Marie și pe un prieten, să aducă lemne de foc. Surprinsă de o briză ciudată și de o schimbare a luminii, Bernadette vede o frumoasă doamnă îmbrăcată în alb, stând pe o nișă de stâncă. Bernadette le spune copiilor ce a văzut, iar aceștia promit să nu mai spună nimănui. Cu toate acestea, Marie îi relatează mamei lor când se întorc acasă, iar povestea se răspândește curând în tot satul.
Mai multe persoane, inclusiv mătușa Bernarda, sunt convinse de sinceritatea fetei, și o apără de suspiciunile și temerile părinților. Bernadette se duce în continuare la nișa din stâncă, însoțită de alți localnici din Lourdes. În timp de parohul Dominique Peyramale refuză să se implice, autoritățile civile încep să o interogheze și să o intimideze pe Bernadette, dar ea îi uimește pe toți prin simplitatea cu care relatează cele întâmplate. On one visit, the lady asks Bernadette to drink and wash at a seemingly nonexistent spring. Bernadette obediently digs a hole in the ground and smears her face with dirt. Though she is initially ridiculed, water later begins to flow, which exhibits miraculous healing properties; and ailing people soon begin flocking to Lourdes.